# Rhein-Neckar Löwen
Rhein-Neckar Löwen – niemiecki męski klub piłki ręcznej z Mannheim. Występuje w Bundeslidze, mecze w roli gospodarza rozgrywa w hali SAP Arena.

## Historia
Klub powstał w 2002 jako SG Kronau/Östringen. W 2007 zmienił nazwę na Rhein-Neckar Löwen. W sezonie 2008/2009 po raz pierwszy zdobył medal mistrzostw Niemiec, zajmując w Bundeslidze 3. miejsce. Sukces ten powtórzył w sezonie 2012/2013, natomiast w sezonach 2013/2014 i 2014/2015 wywalczył wicemistrzostwo kraju. W sezonie 2015/2016, w którym w 32 meczach odniósł 28 zwycięstw, zdobył mistrzostwo Niemiec. W sezonie 2016/2017, w którym wygrał 30 spotkań, jedno zremisował, a trzy przegrał (61 punktów), sięgnął po drugie mistrzostwo kraju. W sezonie 2017/2018, w którym w 34 meczach odniósł 27 zwycięstw, zanotował jeden remis i poniósł sześć porażek, zdobył srebrny medal mistrzostw Niemiec. W sezonie 2017/2018 klub po raz pierwszy zdobył Puchar Niemiec – w rozegranym 6 maja 2018 finale pokonał TSV Hannover-Burgdorf (30:26). Według stanu z czerwca 2018 Rhein-Neckar Löwen zajmuje w tabeli wszech czasów Bundesligi 10. miejsce z bilansem 336 zwycięstw, 26 remisów i 114 porażek w 14 sezonach.
W europejskich pucharach zespół zadebiutował w sezonie 2006/2007, w którym dotarł do 1/8 finału Pucharu EHF. W sezonie 2007/2008 doszedł do finału Pucharu Zdobywców Pucharów, w którym został pokonany przez węgierski Veszprém (32:37, 28:28). W sezonie 2008/2009 po raz pierwszy wystąpił w Lidze Mistrzów, w której osiągnął półfinał (został w nim pokonany przez THW Kiel). W sezonie 2010/2011, po zmianie formatu rozgrywania Ligi Mistrzów, Rhein-Neckar Löwen dotarło do Final Four LM – w półfinale przegrało z FC Barceloną (28:30), a w rozegranym 29 maja 2011 meczu o 3. miejsce uległo HSV Hamburg (31:33). W sezonie 2012/2013 niemiecki zespół zdobył Puchar EHF – w rozegranym 19 maja 2013 finale wygrał z francuskim HBC Nantes (26:24).
Klub zastrzegł numery, z którymi występowali: Norweg Bjarte Myrhol (nr 18) i Niemiec Uwe Gensheimer (nr 3). W Rhein-Neckar Löwen grali Polacy: Mariusz Jurasik, Sławomir Szmal, Grzegorz Tkaczyk, Karol Bielecki i Krzysztof Lijewski.

## Sukcesy
Krajowe
- Bundesliga:
  - 1. miejsce: 2015/2016, 2016/2017

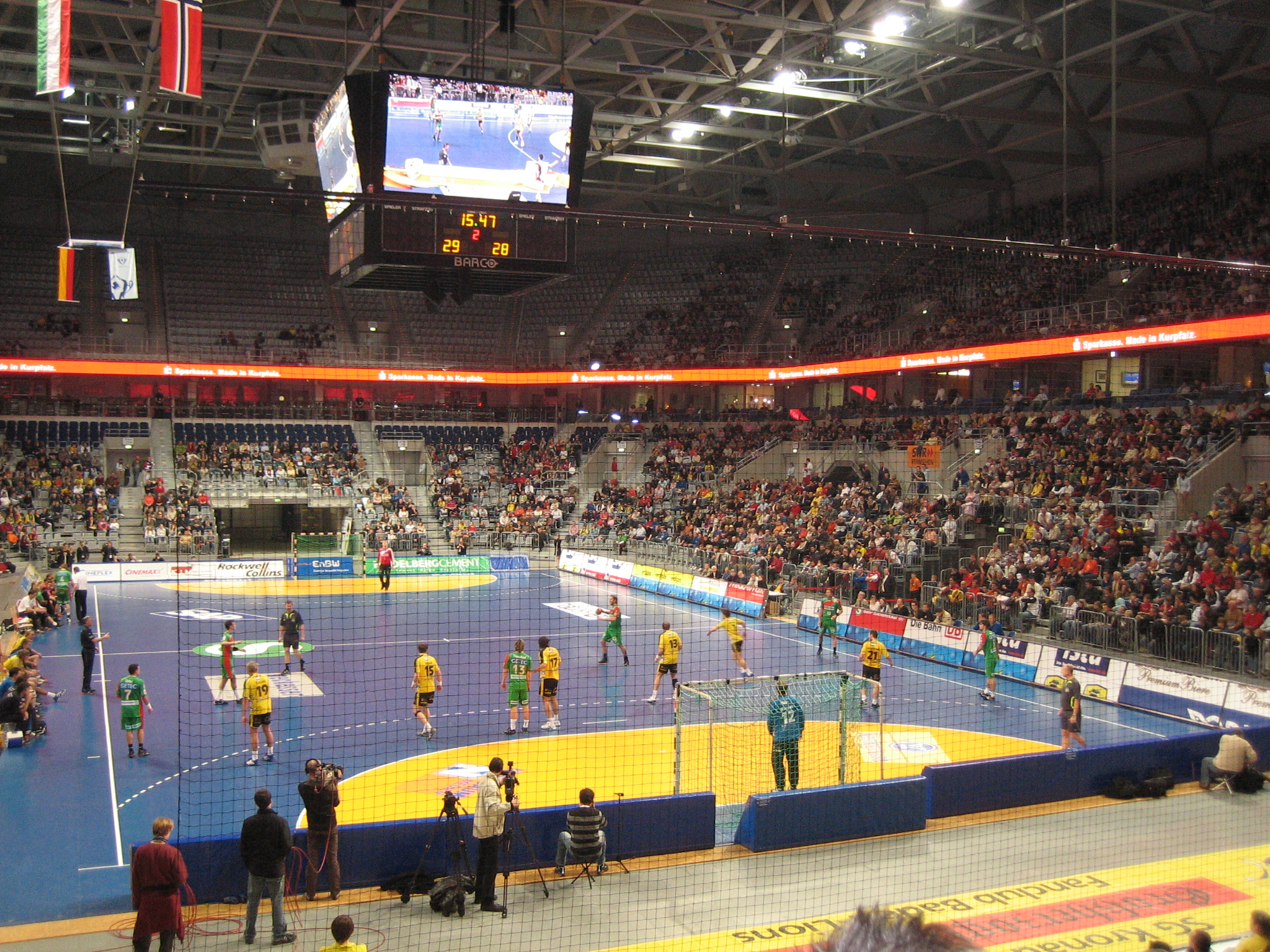
Mecz z Magdeburgiem w sezonie 2006/2007

  - 2. miejsce: 2013/2014, 2014/2015, 2017/2018
  - 3. miejsce: 2008/2009, 2012/2013
- Puchar Niemiec:
  - Zwycięstwo: 2017/2018, 2022/2023
- Superpuchar Niemiec:
  - Zwycięstwo: 2016, 2017, 2018

Międzynarodowe
- Liga Mistrzów:
  - 4. miejsce: 2010/2011
  - 1/2 finału: 2008/2009[1]
- Puchar EHF:
  - Zwycięstwo: 2012/2013
  - 1/2 finału: 2011/2012[1]
- Puchar Zdobywców Pucharów:
  - Finał: 2007/2008[1]

## Kadra w sezonie 2023/2024
Opracowano na podstawie materiału źródłowego:
| Bramkarze - 1. Mikael Appelgren - 29. David Späth - 35. Joel Birlehm Rozgrywający - 6. Niclas Kirkeløkke - 8. Magnus Grupe - 10. Juri Knorr - 11. Arnór Snær Óskarsson - 19. Philipp Ahouansou - 20. Andreas Holst Jensen - 22. Gustav Davidsson - 25. Olle Forsell Schefvert - 42. Jon Lindenchrone - 45. Halil Jaganjac | Skrzydłowi - 3. Uwe Gensheimer - 5. Lion Zacharias - 15. David Móré - 24. Patrick Groetzki - 26. Niklas Michalski - ?. Tobias Reichmann Obrotowi - 9. Steven Plucnar Jacobsen - 33. Ýmir Örn Gíslason - 80. Jannik Kohlbacher |

## Bilans w Bundeslidze

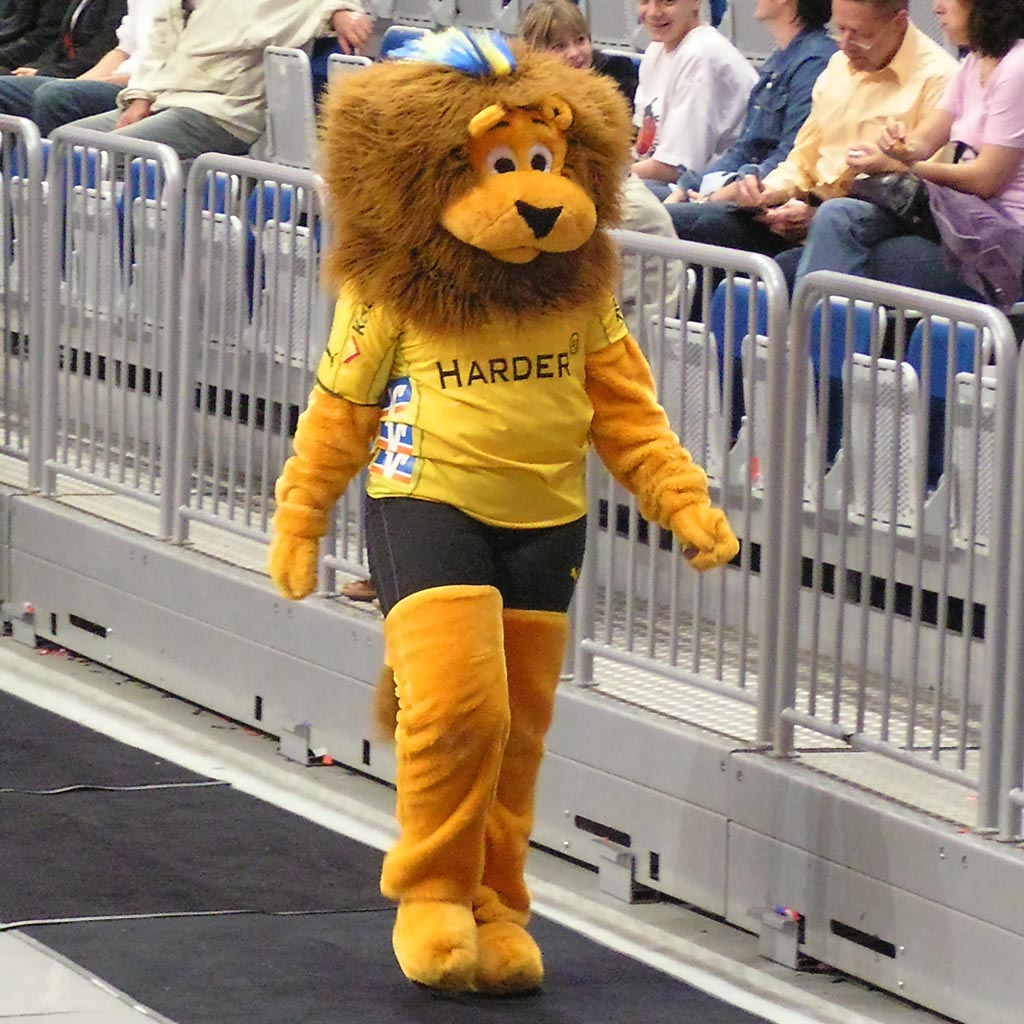
Conny – maskotka klubu

| Sezon                 | Miejsce | M   | W   | R  | P   | Bramki      |
| --------------------- | ------- | --- | --- | -- | --- | ----------- |
| 2003/2004             | 16.     | 34  | 8   | 2  | 24  | 906–1015    |
|                       |         |     |     |    |     |             |
| 2005/2006             | 6.      | 34  | 18  | 2  | 14  | 983–951     |
| 2006/2007             | 8.      | 34  | 20  | 2  | 12  | 986–945     |
| 2007/2008             | 4.      | 34  | 25  | 2  | 7   | 1095–960    |
| 2008/2009             | 3.      | 34  | 24  | 2  | 8   | 1125–985    |
| 2009/2010             | 4.      | 34  | 24  | 1  | 9   | 1047–923    |
| 2010/2011             | 4.      | 34  | 25  | 3  | 6   | 1104–980    |
| 2011/2012             | 5.      | 34  | 23  | 2  | 9   | 1044–953    |
| 2012/2013             | 3.      | 34  | 25  | 4  | 5   | 965–850     |
| 2013/2014             | 2.      | 34  | 28  | 3  | 3   | 1126–892    |
| 2014/2015             | 2.      | 36  | 31  | 1  | 4   | 1093–876    |
| 2015/2016             | 1.      | 32  | 28  | 0  | 4   | 916–704     |
| 2016/2017             | 1.      | 34  | 30  | 1  | 3   | 1011–840    |
| 2017/2018             | 2.      | 34  | 27  | 1  | 6   | 1043–838    |
| Razem                 | Razem   | 476 | 336 | 26 | 114 | 14444–12712 |
| Źródło: 1. Bundesliga |         |     |     |    |     |             |